# 韦廖
韦廖（義大利語：Veglio），是意大利比耶拉省的一个市镇。总面积6平方公里，人口593人，人口密度98.8人/平方公里（2009年）。ISTAT代码为096075。